# 回龙乡 (房县)
回龙乡，是中华人民共和国湖北省十堰市房县下辖的一个乡镇级行政单位。

## 行政区划
回龙乡下辖以下地区：
十三村、红星村、红卫村、二十村和红旗村。